# 酮啡诺
酮啡诺（INN：ketorfanol；开发代号：SBW-22）是一种吗啡喃家族的阿片类镇痛药，在动物试验中被发现具有“有效的抗扭体活性”，但从未上市。它是吗啡喃的17-环烷基甲基衍生物，因此在结构上与布托啡诺、赛克罗酚、奥昔啡烷、普罗啡烷和佐尔啡诺密切相关，它们优先充当κ-阿片受体激动剂，并在较小程度上充当μ-阿片受体部分激动剂/拮抗剂。